# ゲオポニカ
ゲオポニカ（ギリシャ語：Γεωπονικά、Geoponica）は、10世紀にコンスタンティノープルでビザンティン皇帝コンスタンティヌス7世ポルフィロジトゥスのために編纂された20冊の農業伝承書である。

## 解説
ギリシャ語でGeoponicaとは「農耕」を意味し、その意味は広い。現存するビザンチンの農作物としては唯一のものである。
マケドニア・ルネッサンスの時代、皇帝コンスタンティヌス7世は、古代の著作を編集・抜粋したコンペンディアをいくつか作成したが、『ゲオポニカ』はその一つである。10世紀から16世紀にかけての約50冊の写本が現存する。この『ゲオポニカ』には、ヴィンドニウス・アナトリウスの著作をもとに編纂されたカシアヌス・バッソスの著作が収録されている。